# 22 червня
22 червня — 173-й день року (174-й у високосні роки) у григоріанському календарі. До кінця року залишається 192 дні.

## Свята і пам'ятні дні

### Міжнародні
- ООН:

### Національні
- Україна: День скорботи і вшанування пам'яті жертв війни.
- Республіка Конго: День армії.
- Сальвадор: День учителя.
- Гаїті: День Президента.
- Хорватія: День антифашистської боротьби (Dan antifašističke borbe).
- Франція: Національний день роздумів про донорство та трансплантацію органів.
- Колумбія: День адвоката. (Día del Abogado)
- Латвія: День пам'яті героїв (День Венденської битви).

### Релігійні

#### Християнство
- День Святого Альбана.
- День Святого Пауліна Ноланського.
- День Святого Джона Фішера.

 Католицька церква:
- День Святого Інокентія V, Папи Римського.

 Православна церква:
- Священномученика Євсевія, єпископа Самосатського.
- Мучеників Зинона та Зіни.
- Мучеників Галактіона та Юліанії.

### Іменини
✝  Католицькі:
✙ Православні: Зенон, Зіна, Юліанія

## Події
- 217 до н. е. — Битва при Рафії.
- 168 до н. е. — Битва біля Підни.
- 1593 — Битва під Сисаком.
- 1634 — Рембрандт одружився зі Саскією ван Ейленбюрх, що відтоді стала його музою.
- 1668 — царські війська почали 7-річну облогу Соловецького монастиря, який відмовився приймати церковну реформу.
- 1671 — Османська імперія оголосила війну Речі Посполитій.
- 1675 — англійський король Карл II заснував Гринвіцьку обсерваторію.
- 1826 — в Російській імперії прийняли «чавунний устав», що посилив цензуру.
- 1862 — імператорським наказом у Російській імперії закрили недільні школи.
- 1889 — Німецька імперія першою в Європі ввела пенсії зі старості.
- 1910 — відкрили першу в Європі повітряну пасажирську лінію Фрідріхсгафен-Дюссельдорф, на якій курсував дирижабль «Німеччина».
- 1915 — австро-німецькі війська під керівництвом Августа фон Макензена звільнили Львів від російських військ після 293 днів російської окупації.
- 1933 — лідер комуністів УСРР П.Постишев оголосив про масові арешти серед «буржуазної інтелігенції» України.
- 1940 — в Комп'єні Французька республіка підписала капітуляцію перед Третім Рейхом (у тому ж вагоні, в якому 1918 року підписувала капітуляцію Німецька імперія).
- 1941 — Німеччина напала на СРСР, початок німецько-радянської війни.
- 1941 — у в'язницях Львова розпочалися розстріли в'язнів, причетних до ОУН, санкціоновані прокурором Львівської області Харитоновим. Загальна кількість жертв у Львові за оцінками істориків коливається між 2358 і 2752.
- 1944 — німецька авіація в ході масованого авіанальоту знищила 47 американських літаків на авіабазі в Полтаві.
- 1960 — після обміну образами між лідерами стався офіційний розрив відносин між КПРС і Комуністичною партією Китаю.
- 1973 — до ООН одночасно прийняли НДР і ФРН.
- 1984 — у Києві радянська стрибунка у висоту Тамара Бикова встановила світовий рекорд — 2 м 5 см.
- 2022 — на сході Афганістану стався землетрус, в результаті якого загинуло понад 1000 осіб[2].

## Народились
Дивись також Категорія:Народились 22 червня
- 1767 — Вільгельм фон Гумбольдт, німецький філолог, філософ, лінгвіст, державний діяч, дипломат. Старший брат вченого Александера фон Гумбольдта.
- 1805 — Джузеппе Мадзіні, італійський політик, революціонер, письменник і філософ
- 1864 — Герман Мінковський, німецький математик
- 1877 — Болеслав Яворський, український композитор та музикознавець;
- 1898 — Еріх Марія Ремарк, німецький письменник (†1970)
- 1910 — Джон Гант, видатний британський альпініст, керівник першої успішної експедиції на найвищу вершину світу Еверест (29 травня 1953 р.)
- 1940 — Аббас Кіаростамі, іранський кінорежисер, сценарист і продюсер
- 1964 — Ден Браун, американський письменник, журналіст, музикант
- 1964 — Хіросі Абе, японський актор
- 1979 — Роман Зозуля, український гімнаст, віцечемпіон Олімпіади-2000
- 1981 — Сергій Притула, український телеведучий, актор
- 1987 — Володимир Алексюк, український хокеїст
- 1997 — Дмитро Церахто, молодший сержант Збройних Сил України, учасник російсько-української війни, який загинув у ході російського вторгнення в Україну. Герой України (2023, посмертно)

## Померли
Дивись також Категорія:Померли 22 червня
- 1101 — Роджер I, король Сицилії.
- 1925 — Фелікс Християн Кляйн, німецький математик.
- 1965 — Девід Сельцник, американський кінопродюсер.
- 1969 — Джуді Ґарленд, американська акторка й співачка.
- 1974 — Даріус Мійо, французький композитор.
- 1987 — Фред Астер, американський танцюрист, хореограф, кіноактор і співак.
- 1992 — Іван Сокульський, український поет, правозахисник, громадський діяч.
- 2004 — Томас Ґолд, австрійський та американський астроном, біофізик та геофізик.
- 2008
  - Клаус Міхаель Грюбер, німецький оперний режисер і актор.
  - Джордж Карлін, американський комік, актор, письменник.
- 2015
  - Джеймс Горнер, американський композитор, диригент, автор музики до кінофільмів.
  - Лаура Антонеллі, італійська кіноакторка, секс-символ 1970-х років, зірка «еротичної комедії по-італійськи».